# Beatrice Winde
Beatrice Winde (Chicago, 5 januari 1924 – Manhattan (New York), 3 januari 2004), geboren als Beatrice Lucille Williams, was een Amerikaanse actrice.

## Biografie
Winde heeft gestudeerd aan de Chicago Music Conservatory in zangkunst en heeft ook een korte tijd gestudeerd aan de Juilliard School in New York. Voordat zij actrice werd was zij een (solo)zangeres in een kerkkoor.
Winde begon als actrice in het theater, zo heeft zij ook op Broadway gespeeld. Zij maakte in 1971 haar debuut op Broadway met het toneelstuk Ain't Supposed to Die a Natural Death, hiervoor kreeg zij een nominatie voor een Tony Award. Hierna heeft zij nog eenmaal opgetreden op Broadway, in 1997 met het toneelstuk The Young Man from Atlanta. Zij heeft in haar carrière meerdere rollen gespeeld in lokale theaters en off-Broadway. In totaal heeft zij zeven nominaties gehad voor een Tony Award.
Winde begon in 1974 met acteren voor televisie in de film The Autobiography of Miss Jane Pittman. Hierna heeft zij nog meerdere rollen gespeeld in films en televisieseries zoals The Gambler (1974), The Ambulance (1990), Malcolm X (1992), Dangerous Minds (1995), The Hurricane (1999) en Law & Order (1991-2001). In 2001 acteerde zij voor het laatst op televisie.
Winde is in het verleden getrouwd geweest (gescheiden). Op 3 januari 2004 is zij in haar woonplaats Manhattan (New York) overleden aan de gevolgen van kanker.

## Filmografie

### Films
- 1999: The Hurricane – Louise Cockersham
- 1999: Mickey Blue Eyes – mrs. Horton
- 1998: Simon Birch – Hilde Grove
- 1997: Alone – Sarah Davis
- 1997: The Real Blonde – Wilma
- 1997: Clover – tante Katie
- 1996: She's the One – oudere vrouw
- 1996: Lone Star – Minnie Bledsoe
- 1995: Dangerous Minds – Mary Benton
- 1995: Jefferson in Paris – Mary Hemings
- 1994: It Could Happen to You – rechter
- 1994: The Last Good Time – verpleegster Westman
- 1992: Malcolm X – oudere vrouw
- 1991: The Super – Leotha
- 1991: A Rage in Harlem – kantoorbediende
- 1990: The Ambulance - hoofdverpleegkundige
- 1988: Stars and Bars – Alma-May
- 1987: From the Hip – tweede rechter
- 1980: Hide in Plain Sight – werkloze kantoorbediende
- 1979: Rich Kids – Corine
- 1978: Oliver's Story – Waltereen
- 1976: Sparkle – mrs. Waters
- 1975: Mandingo – Lucy
- 1974: The Gambler – receptioniste ziekenhuis
- 1974: The Taking of Pelham One Two Three – mrs. Jenkins
- 1974: The Autobiography of Miss Jane Pittman – Lena